# Mara (fumetto)
(Enrico Siò, intervista a El País, 20 maggio 1980)
Mara è una storia a fumetti realizzata dall'autore catalano Enric Sió negli anni settanta; venne pubblicato su diverse riviste tra il 1970 e il 1975, in particolare nella rivista italiana Linus, e poi raccolto in un volume antologico nel 1980, e considerato uno dei suoi capolavori.